# La Loi sacrée
Pour plus de détails, voir Fiche technique et Distribution.
La Loi sacrée (titre original : The Primal Law) est un film muet américain réalisé par Bernard J. Durning, sorti en 1921.

## Synopsis
Janice Webb arrive au ranch de Brian Wayne et Carson depuis l'Est avec son père et Walter Travers, l'homme qui a l'intention de l'épouser. Ce dernier élabore un plan pour mettre la main sur le ranch et, dans ce but, il envisage de déprécier la valeur de la propriété et des terres en volant le bétail et en faisant piller le ranch par les hommes de Ruis, une bande à gages sous ses ordres. Lors du raid, Carson est mortellement blessé. Mais avant de mourir, il obtient de sa compagne la promesse qu'il prendra soin de Bobbie, le fils qu'il a eu avec La Belle, une femme qui l'avait abandonné et qui vit désormais scandaleusement. Brian accepte finalement de vendre le ranch à Travers, mais lorsque Bobbie l'informe que du pétrole a été trouvé sur le terrain, il se rend compte qu'il a été trompé. Furieux, Brian déchire alors le contrat. Son adversaire tente de faire appel au tribunal, mais à la fin la justice l'emporte et Brian non seulement gagne, mais enlève également l'amour de Janice à Travers. 

## Fiche technique
- Titre original : The Primal Law
- Titre français : La Loi sacrée
- Réalisation : Bernard J. Durning
- Scénario : Paul Schofield, d'après le roman de E. Lloyd Sheldon
- Directeur de la photographie : Lucien Andriot
- Pays de production: États-Unis
- Son : muet
- Couleur : noir et blanc
- Format : 1.33 : 1
- Date de sortie : 
  - États-Unis : 11 septembre 1921
  - France : 11 janvier 1924

## Distribution
- Dustin Farnum : Brian Wayne
- Mary Thurman : Janice Webb
- Harry Dunkinson : Carson
- Philo McCullough : Travers
- William Lowery : Meacham
- Charles Gorman : Norton
- Glen Cavender : Ruis
- Frankie Lee : Bobbie Carson
- Rosita Marstini : La Belle
- Allan Cavan : Mat Lane
- Edwin Booth Tilton : Peter Webb

## Sources
- (it) Cet article est partiellement ou en totalité issu de l’article de Wikipédia en italien intitulé « The Primal Law » (voir la liste des auteurs).